# Malcatun
Rabia Malhun Hatun a fost soția lui Osman I. Gazi (Cuceritorul) (ca. 1258-1324). Ca protagonistă a visului expansiunii osmane e cunoscută în literatura română datorită strofei a patra din „Scrisorarea III”  de Mihai Eminescu.
Visul lui Osman e relatat de cronicarul Derviş Ahmet-i ‘Aşıki, numit ‘Aşık-Pașa-Fiul (ca. 1400 - ca. 1490) în “Lucruri de însemnǎtate și istorii ale casei Osman” (“Menakıb u tevarih-i ‘Al-i ‘Osman”): 
„Despre ce vis a avut Osman Gazi, cui i l-a povestit și cum i s-a tǎlmǎcit.
Osman Gazi se rugǎ…; apoi îl copleși somnul, se întinse și adormi. Astfel avu un vis.
Însǎ pe vremea aceea viețuia un șeic sfânt, care fǎcuse mai multe minuni și cǎruia îi era cu credințǎ supus întreg poporul. Se spune cǎ ar fi fost un derviș, dar el știa sǎ ascundǎ asta în sinea lui; era bogat în pǎmânturi, averi și turme, avea discipoli și era un om tare învǎțat. Casa lui de oaspeți nu stǎtea deloc goalǎ, și Osman Gazi obișnuia și el sǎ vinǎ ca musafir la acest om sfânt.
De cum adormi așadar, Osman Gazi visǎ cum din pieptul acestui sfânt se înalțǎ luna și vine la el, Osman Gazi, de se coboarǎ în pieptul lui. Și din clipa în care se cufundǎ luna în pieptul lui Osman Gazi crescu din buricul sǎu un copac, a cǎrui umbrǎ acoperi întreaga lume. Și în umbra lui erau munți, iar la poalele fiecǎrui munte izvorau râuri care potoleau setea oamenilor, le udau grǎdinile sau le umpleau fântânile.
Dupǎ cum se trezi din somn, Osman Gazi se duse la șeic și îi povesti acestuia visul lui. Șeicul zise: ‚Slavǎ ție, fiul meu Osman – Allah cel Înalt vǎ sortește ție și neamului tǎu stǎpânirea. Sǎ vǎ fie binecuvântatǎ! Iar fiica mea Malhun e menitǎ de a-ți fi soție.’ Și deîndatǎ fǎcu nunta și îi dǎdu lui Osman Gazi pe fiica lui de nevastǎ.”
Personajul a fost ca "Malchatun" (1952) subiectul unui roman din "Tetralogia osmană" a scriitorului german Johannes Tralow, în care, bineînțeles, puținele elemente certe din punct de vedere istoric sunt completate de ficțiune.